# The Boys (TV-serie)
The Boys är en amerikansk politisk satirisk superhjälteserie skapad av Eric Kripke. Den är baserad på serietidningen The Boys skriven av Garth Ennis och Darrick Robertson. Serien rör sig runt korrupta superhjältar som missbrukar sina superkrafter och en grupp av vanliga människor som tar sig an kampen att besegra dem. Första säsongen började sändas på Amazon Prime 26 juli 2019. I maj 2024 förnyades serien för en femte och sista säsong, som förväntas ha premiär 2026.
Serien har hyllats av både kritiker och publik. Den har fått åtta Emmy-nomineringar.

## Handling
Serien skildrar en värld där mäktiga superhjältar ("Supes"), som utåt är genomgoda och bara gör hjältedåd, i hemlighet missbrukar sin makt. Ett team av vanliga människor ("The Boys") som alla på olika sätt har fallit offer för "Supes" tar fram en plan för att ta ner "The Seven", världens mäktigaste och kändaste superhjältar och företaget "Vought International" som de jobbar för. "The Boys" kommer att göra vad som krävs för att rädda världen från dess korrupta superhjältar innan de blir ostoppbara – eller dör på kuppen.

## Rollista i urval
- Karl Urban - William "Billy" Butcher – Ledaren för The Boys. En före detta SAS-agent som misstror alla supermakta individer, han har ett särskilt hat mot Homelander, som han tror är ansvarig för försvinnandet av hans maka, Becca.
- Jack Quaid - Hugh "Hughie" Campbell Jr. – En medlem av The Boys och en civil teknikspecialist som går med i teamet efter att hans flickvän, Robin, blivit överkörd och oavsiktligt dödad av A-Train medan den sistnämnde var hög på Compound V.
- Antony Starr - John Gillman / Homelander – Den extremt mäktiga ledaren för The Seven; Anmärkningsvärda krafter inkluderar flyg, värmesyn och övermänsklig styrka.[4] Under sin offentliga image som en ädel hjälte är han egoistisk och megalomanisk, och han bryr sig lite om välmåendet för dem han säger sig skydda.
- Erin Moriarty - Annie Januari / Starlight – En uppriktig superhjältinna med energimanipulation, ljusbaserade krafter och övermänsklig styrka som går med i The Seven.[4] En av de få hjältar som värdesätter att skydda samhället, hon ifrågasätter sin lojalitet till The Seven efter att ha lärt sig om deras sanna karaktär.
  - Moriarty spelar också en variant av Shapeshifter Supe i den fjärde säsongen.[5]
- Dominique McElligott - Maggie Shaw / Queen Maeve (säsong 1–3) – En veteranmedlem i The Seven med övermänsklig styrka och reflexer och hållbarhet.[4] I början ville hon skydda oskyldiga liv, men hon har blivit desillusionerad och lider av utbrändhet.
- Jessie T. Usher - Reggie Franklin / A-Train – En speedster-medlem i The Seven.[4]
- Laz Alonso -  Marvin T. "Mother's" Milk / M.M. – Medlem i The Boys med ansvar för att organisera och planera deras verksamhet.
- Chace Crawford - Kevin Moskowitz / The Deep. – En medlem av The Seven som besitter vattentelepati och amfibiefysiologi.[4] Patton Oswalt röstar The Deeps gälar.
- Tomer Capone - Serge / Frenchie – En medlem av The Boys och en internationell vapenhandlare med skicklighet i kemi, infiltration, krigsmaterial och ammunition.
- Karen Fukuhara - Kimiko Miyashiro / the Female. – En stum medlem av The Boys med superstyrka och regenerativ läkning. Momona Tamada spelar en ung Kimiko i den första säsongen.
- Nathan Mitchell - Earving / Black Noir (säsong 1–3) och Black Noir ll (säsong 4–5)[6] – En mystisk medlem av The Seven som besitter stridsförmåga och förbättrad smygförmåga.[7]
- Elisabeth Shue - Madelyn Stillwell (säsong 1; gäst säsong 2) – Den karismatiske, intrigerande vicepresidenten för Vought International som är ansvarig för att hantera The Seven.
- Colby Minifie - Ashley Barrett (säsong 2–5; återkommande säsong 1) – En publicist för Vought International som senare blir dess VD.
- Aya Cash - Klara Risinger / Liberty / Stormfront (säsong 2; gäst säsong 3) – Det första framgångsrika Compound V-subjektet och medlem av The Seven med plasmabaserade förmågor.[8]
- Claudia Doumit - Victoria Neuman / Nadia Khayat (säsong 3–4; återkommande säsong 2) – En kongresskvinna som i hemlighet arbetar för Vought som en superkraftig lönnmördare med huvudpoppande krafter och förmågan att kontrollera vem som helst blod.
- Jensen Ackles - Ben / Soldier Boy (säsong 3 och 5; gäst säsong 4) – Voughts ursprungliga främsta superhjälte och ledaren för Payback som besitter övermänsklig styrka och kan generera strålning.[8]
- Cameron Crovetti - Ryan (säsong 4–5; återkommande säsong 2–3) – Homelander och Beccas son, känd som den första naturligt födda Supe, som bildar ett nära band med Billy Butcher.
- Susan Heyward - Jessica "Sage" Bradley / Sister Sage (säsong 4–5) – En misantropisk Supe med kraftigt förbättrad intelligens, utropad som den smartaste personen på planeten, som rekryteras av Homelander och ersätter Ashley som VD för Vought International.[9]
- Valorie Curry - Misty Tucker Gray / Firecracker (säsong 4–5) – En alt-right Supe influencer med en personlig vendetta mot Starlight och en kompetent offentlig uppviglare och konspirationsteoretiker.[10]
- Jeffrey Dean Morgan - Joe Kessler (säsong 4–5) – En avliden CIA-handläggare och soldat för den amerikanska försvarsmakten.

## Produktion
Tankarna på att filmatisera serietidningen The Boys har funnits sedan 2008 där det först var tänkt att Adam McKay och Columbia Pictures skulle göra en film på en 100 miljoner dollar budget. Men meningsskiljaktigheter gjorde att McKay hoppade av. Paramount Pictures köpte sen rättigheterna 2012 och strök idén om en film 2016 för att istället göra det till en TV-serie. Evan Goldberg och Seth Rogen blev anställda som producenter och regissörer till ett pilot avsnitt. Eric Kripke blev anlitad som kreativ chef och manusförfattare.
Amazon kom över rättigheterna i november 2017, och godkände nästan samma dag en första säsong på 8 avsnitt med en budget på 11,2 miljoner dollar vardera. De visade också intresse för totalt 5 säsonger. Andra säsongen annonserades redan en vecka innan första säsongen haft sin premiär. Inför den tredje säsongen annonserade de också en spinoff-serie till The Boys som skulle heta Gen V. Precis innan premiären för den fjärde säsongen meddelades också att en femte säsong blir den sista.
Trots att serien tar sig många kreativa friheter från källmaterialet så försöker de hålla sig så nära serietidningen som möjligt. Dock har de ändrat på händelseförloppet och några av de mest fantasifulla karaktärerna för att få en känsla av realism. Man ändrade också medvetet att serien utspelar sig på 2020-talet istället för 2000. Kripke gav manusförfattarna somliga regler att följa.

### Rollbesättning
I december 2017 rapporterades det att Erin Moriarty hade fått rollen som Annie Januari / Starlight. I januari 2018 rapporterades det att Antony Starr, Dominique McElligott, Chace Crawford, Jessie T. Usher och Nathan Mitchell hade anslutit sig till huvudroller. I mars 2018 rapporterades det att Laz Alonso, Jack Quaid och Karen Fukuhara hade fått roller i serien som huvudroller.
Simon Pegg fick rollen som Hughies pappa som ett påskägg. Enligt Darrick Robertson som tecknade The Boys, målade han Hughie med Pegg som modell, särskilt eftersom han följde serien Spaced. Men då Pegg var för gammal för att spela Hughie i TV-serien fick han istället spela hans pappa.

## Symbolik
Serien har en uttalad intention redan från start, att utforska problematik omkring systematisk rasism, vit nationalism, vit makt och främlingsfientlighet, bland annat genom introduktionen av karaktären Stormfront, en rasistisk superhjälte som tror på nazism. Seriens skapare Eric Kripke har sagt att han medvetet gjorde karaktären till en kvinna, istället för en man som i serietidningen, för att skapa huvudkaraktären Homelanders absolut värsta mardröm – en stark kvinna som inte är rädd för honom och stjäl hans strålkastarljus. Serien som är politisk satir anses också vara en kritik mot konservativ och högerextrem politik. Serien har också gjort starka kopplingar till korruption, polisbrutalitet, sexuella trakaserrier och homofobi. Många likheter har också dragits till rörelser som Black Lives Matter och MeToo och Homelander har jämförts med Donald Trump. Inför fjärde säsongens premiär användes till exempel slogans som "Make America Super Again" och "Supe Lives Matter" som en parodi på Trumps "Make America Great Again" och Black Lives Matter. Seriens skapare och manusförfattare har sagt att liknelserna är avsiktlig för att ge ett politiskt budskap. Kripke förklarar själv serien som en historia om korsningen mellan kändisskap och auktoritarianism och hur sociala medier och nöje används för att sälja fascism.

## Mottagande
Bland kritiker har serien mottagits med höga betyg och lovord. Säsongerna varierar mellan 85% – 98% positiva recensioner på Rotten Tomatoes.
Tittarmässigt anses serien också vara en succé och har ökat stadigt från första säsongen som hade 8 miljoner tittare. Inför säsong 2 ökade tittarna med 89% och var bland de 100 mest streamade serierna. Inför tredje säsongen tog sig serien in på de 10 mest streamade serierna och med fjärde säsongen ökade tittarna med ytterligare 21%.